# Tour de Colombie 1963
Le Tour de Colombie 1963, qui se déroule du 30 juillet au 15 août 1963, est une épreuve cycliste remportée par le Colombien Martín Emilio Rodríguez. Cette course est composée de 16 étapes.